# جانيس جاود
جانيس جاود (بالإنجليزية: Janyse Jaud)‏ (من مواليد 26 نوفمبر 1969 في كيلونا، كندا) هي ممثلة وموسيقية ومؤلفة كندية.

## روابط خارجية
- جانيس جاود على موقع IMDb (الإنجليزية)
- جانيس جاود على موقع قاعدة بيانات الفيلم (الإنجليزية)